# Lili Berky
Lili Berky, o Lili Berki (Gyõr, 15 marzo 1886 – Budapest, 5 febbraio 1958), è stata un'attrice ungherese di teatro e di cinema.
Era sposata con l'attore Gyula Gózon.

## Filmografia
- Sárga csikó
- A kölcsönkért csecsemök, regia di Mihály Kertész (Michael Curtiz) (1914)
- A tolonc, regia di Mihály Kertész (Michael Curtiz) (1915)
- Tetemrehívás
- Leányfurfang
- Éjféli találkozás
- Méltóságos rab asszony
- Mesék az írógépröl
- Vergödö szívek
- Mágnás Miska
- A szobalány
- A Kétszívü férfi
- A gyónás szentsége
- A Dolovai nábob leánya
- Az utolsó éjszaka
- A vasgyáros
- A megbélyegzett
- Ciklámen
- A tanítónö
- Petöfi dalciklus
- Falusi madonna
- Az aranyember
- A Csodagyerek
- Csárdáskirálynö
- Pardon, tévedtem
- Márciusi mese
- Ida regénye
- È arrivato l'amore (Az új rokon), regia di Béla Gaál (1934)
- Búzavirág
- Signorina 10.000
- Ez a villa eladó
- Sogni d'amore
- Nem élhetek muzsikaszó nélkül
- A királyné huszárja
- Három sárkány
- Dunaparti randevú
- Zivatar Kemenespusztán
- Mária növér
- Pergötüzben!
- La castellana di Aquila Nera (Méltóságos kisasszony), regia di Béla Balogh (1937)
- Viki
- Pusztai szél
- Mai lányok
- Egy lány elindul
- Szívet szívért
- Süt a nap
- Fehérvári huszárok
- Mátyás rendet csinál
- Párbaj semmiért
- Un'avventura a Serajevo (Sarajevo), regia di Ákos Ráthonyi (1940)
- Pepita kabát
- Il bastone della cieca
- La voce del cuore (Hétszilvafa), regia di Félix Podmaniczky (1940)
- La vergine del lago (Tóparti látomás), regia di László Kalmár (1940)
- L'angelo della sera (Dankó Pista), regia di László Kalmár (1941)
- Un piacevole imbroglio (Balkezes angyal), regia di Ákos Ráthonyi (1941)
- Intézö úr
- Fekete hajnal, regia di László Kalmár (1943)
- Kerek Ferkó
- Sárga kaszinó
- A tanítónö
- Hazugság nélkül
- Különös házasság
- Az élet hídja